# NGC 2339
NGC 2339 ist eine aktive Balken-Spiralgalaxie mit ausgedehnten Sternentstehungsgebieten vom Hubble-Typ SBbc im Sternbild Zwillinge auf der Ekliptik. Sie ist schätzungsweise 97 Millionen Lichtjahre von der Milchstraße entfernt und hat einen Durchmesser von etwa 75.000 Lj.
Das Objekt wurde am 22. Februar 1789 von dem deutsch-britischen Astronomen William Herschel mit einem 48-cm-Teleskop entdeckt.